# Mecas humeralis
Mecas humeralis là một loài bọ cánh cứng trong họ Cerambycidae.